# Gens Canucia
La gens Canucia (en latín: Canutia o Cannutia) era una familia plebeya de la antigua Roma. La gens aparece hacia el final de la República y es más conocida por dos personas, el orador Publio Canucio y Tiberio Canucio, tribuno de la plebe en el 44 a. C., año del asesinato de Julio César. Un Cayo Canucio mencionado por Suetonio es probablemente la misma persona que Tiberio; la referencia a Canucio en Diálogo de los oradores de Tácito puede referirse a Publio o Tiberio, o quizás a una persona completamente diferente.